# Igazságügyi palota (Kaposvár)
Az Igazságügyi palota Kaposvár egyik építészeti értéke, a város egyik legnagyobb középülete. Ma a kaposvári törvényszék, a járásbíróság és az ügyészség működik benne.

## Története
Az első kaposvári törvényszéki elnök, Kriszt János 1872-ben tette le az esküt a törvényszék, az ügyészség és a járásbíróságok többi tagjával egy időben, ám a helyi igazságszolgáltatásnak ekkor még nem volt önálló épülete: a Vármegyeházán rendezkedtek be. Mivel itt a körülmények egyre szűkösebbé váltak, 1889 őszén a vármegyei törvényhatósági bizottság közgyűlésén napirendre vették egy új palota építésének tervét, amelyről hamarosan vita is indult a város, a vármegye és az igazságügyi miniszter között. 1901 áprilisában született meg az az egyezség, amelynek során a város az egykori Meggyes-telken található területet átadta az államnak, cserébe pedig megkapta a vármegyeháztól nyugatra álló, rozoga „központi sörházat”.
Az építkezés tervpályázatát 1902-ben írták ki, ám az előkészítő munkálatok elhúzódása miatt csak 1905 szeptemberében indultak el az alapozási munkálatok. A Károlyi Emil, Marton Ákos és Reimer Márkus tervei alapján a budapesti Fejér Lajos építési vállalkozó megbízásából Ritter Ignác kivitelezésében készülő palota építését egy ideig hátráltatta ugyan a munkások sztrájkja, ám 1906 nyarára már szinte el is készült az épület: a bokrétaünnepet június 29-én tartották, majd nekiláttak a tetőfedésnek. Ezután még egy évig dolgoztak rajta, majd a befejezési bizonylatot 1907. július 23-án adták ki. Október elején a törvényszék és a járásbíróság már be is költözött új otthonába, bár a hivatalos átadás-átvételre csak 1908. február 15-én került sor egy kevés építészeti hiánypótlás megtörténte után. A palota kovácsoltvas-munkáit László Viktor készítette 1906-ban.
Megnyitásától kezdve folyamatosan az igazságszolgáltatás intézményei működnek benne, de ideiglenesen helyt adott más céloknak is: az első világháború idején a Főgimnáziumból kiszorult diákokat tanították itt, 1918-ban a vármegyei múzeum gyűjteményét telepítették ide, néhány hónappal később, novemberben pedig a munkásotthon és a Kaposvári Munkástanács is itt, a második emeleten lelt otthonra. 1919 ősze és 1925 vége között a Kaposvári Egyesületi Leány-középiskola folytatott oktatási tevékenységet az épületben. 1924-ben a palota dísztermében alakult meg a Kaposvári Ügyvédi Kamara, 1950-ben pedig az első emeletre beköltöztették a Somogy Megyei Tatarozó és Építő Vállalatot is. 1956. szeptember 21-én Máriássy Judit, Tamási Lajos és Sipos Gyula, az Irodalmi Újság szerkesztői rendeztek ankétot a nagyteremben, 1979-ben Nemeskürty István tartott itt előadást, 1992-ben pedig itt alakult meg a Somssich-Táncsics Gimnázium Baráti Köre is.
Az 1950-es évek elején (többek között Hermann István kőművesmester és Kovács Gy. József bádogosmester közreműködésével) felújítási munkák zajlottak az épületen, majd a Somogyterv tervei szerint 1984 és 1988 között egy még nagyobb felújításra került sor. Az 1990-es években kétszer is kicserélték a tetőt (1992-ben és 1994-ben), 2004 októberében pedig felavatták az ötezer kötetes Berzsenyi Dániel bírósági könyvtárat. A 2010-es években újabb külső felújítás történt.

## Az épület
A közel téglalap alaprajzú, szimmetrikus épület két belső udvaros klasszikus palotaelrendezésű. Főhomlokzata 19, oldalhomlokzata 8 boltszakaszból áll. A bejárati rizalit nagyméretű oszlopokkal alátámasztott timpanonnal záródik, amelynek tetején két csonkatorony között Iustitia római istennő mészkőből készült szobra látható. Ennek különlegessége, hogy a szokásos ábrázolásoktól eltérően nincs bekötve a szeme, a mérleget pedig jobb, a pallost bal kezében tartja. Az épület méretéhez képest kis méretű bejárati kapu fölött latin felirat olvasható (igaz, az elméletileg helyes C helyett K betűt írtak bele): VERITAS JURIS DIKTIO, azaz „Az igazság a jog diktálója”. A sarokrizalitok tetején attikafal látható, és ezeken a rizalitokon ugyanúgy, mint az egész homlokzaton megfigyelhető, hogy az emeleteket széles, magas pilaszterek kötik össze. Az alsó szint vízszintes csíkokkal díszített, eklektikus jegyeket mutat, ablakai egyenes záródásúak, csakúgy, mint a legfelső szintéi, ám az első emeleten félkörös záródású nyílászárók kaptak helyet. Ezeknek szecessziós stílusú, füzérdíszes mellvédmezői vannak, míg a felső szint ablakait geometrikus keret veszi körül. Az alsó szintet a többitől övpárkány választja el. Az épület díszítésére sokhelyütt hajlékony vonalak és növényi díszítések jellemzők, de több stukkódíszen előfordul a szecesszióra jellemző női arc is.

## Képek

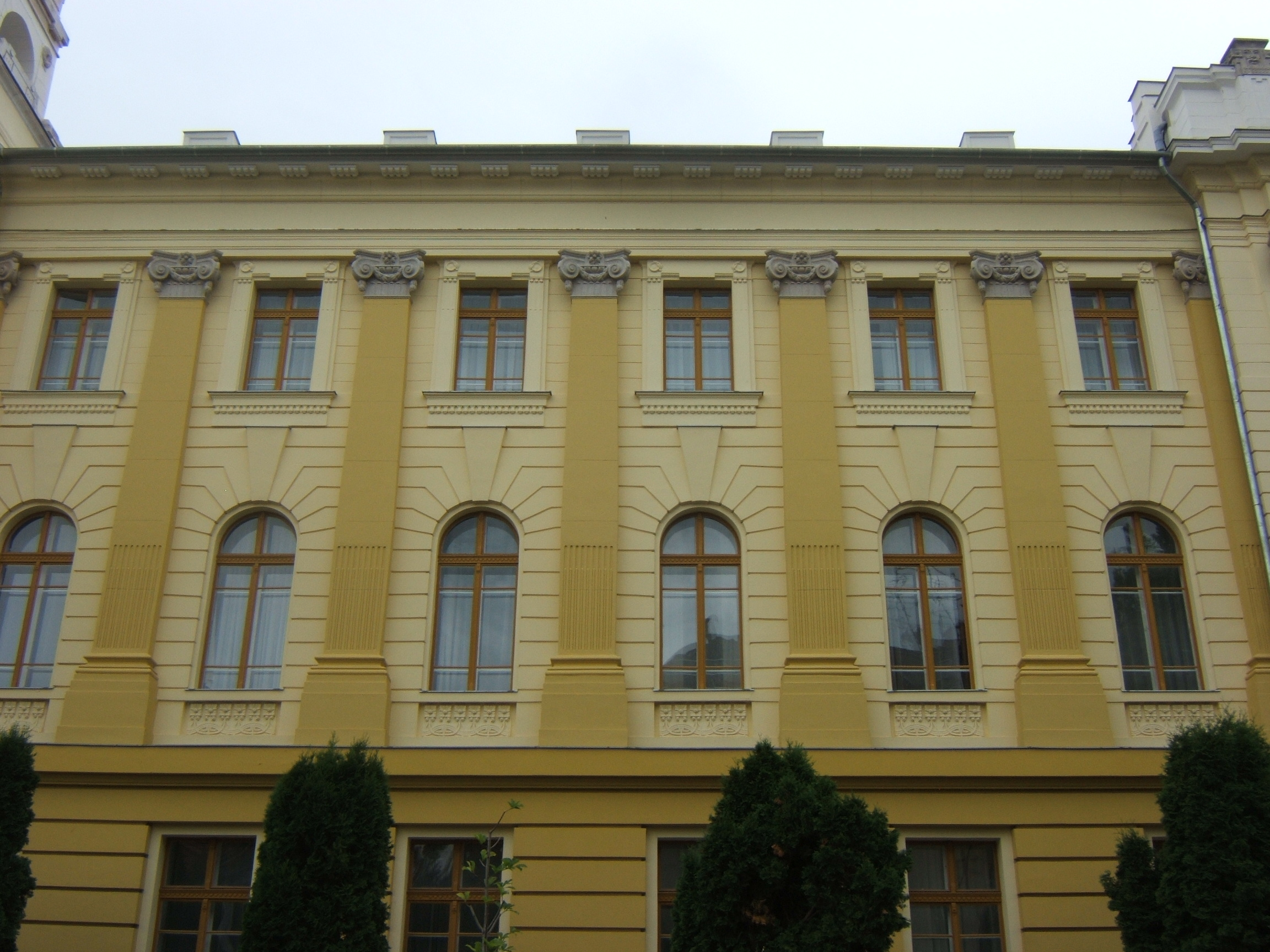
Falrészlet
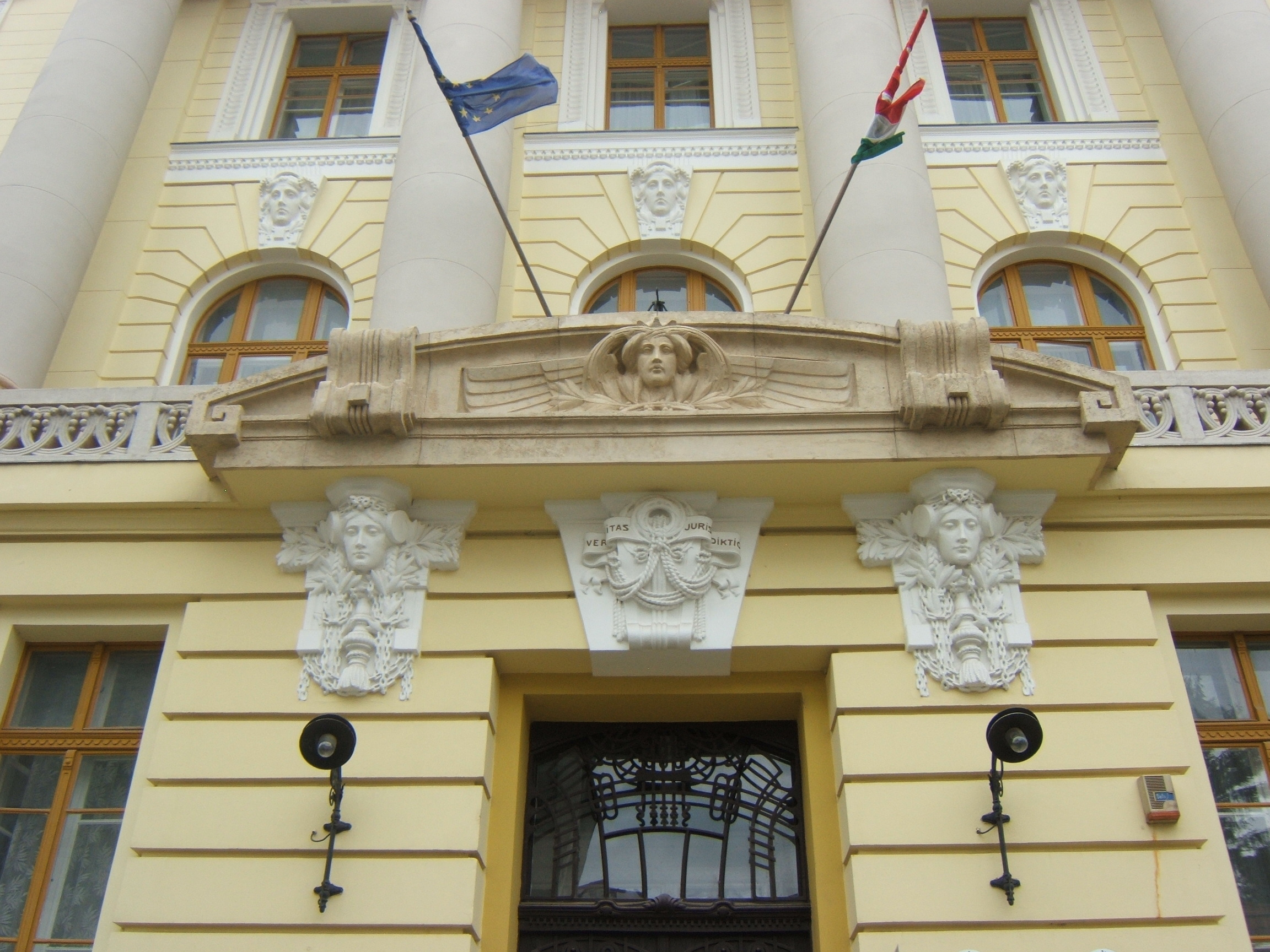
A bejárat fölötti díszek
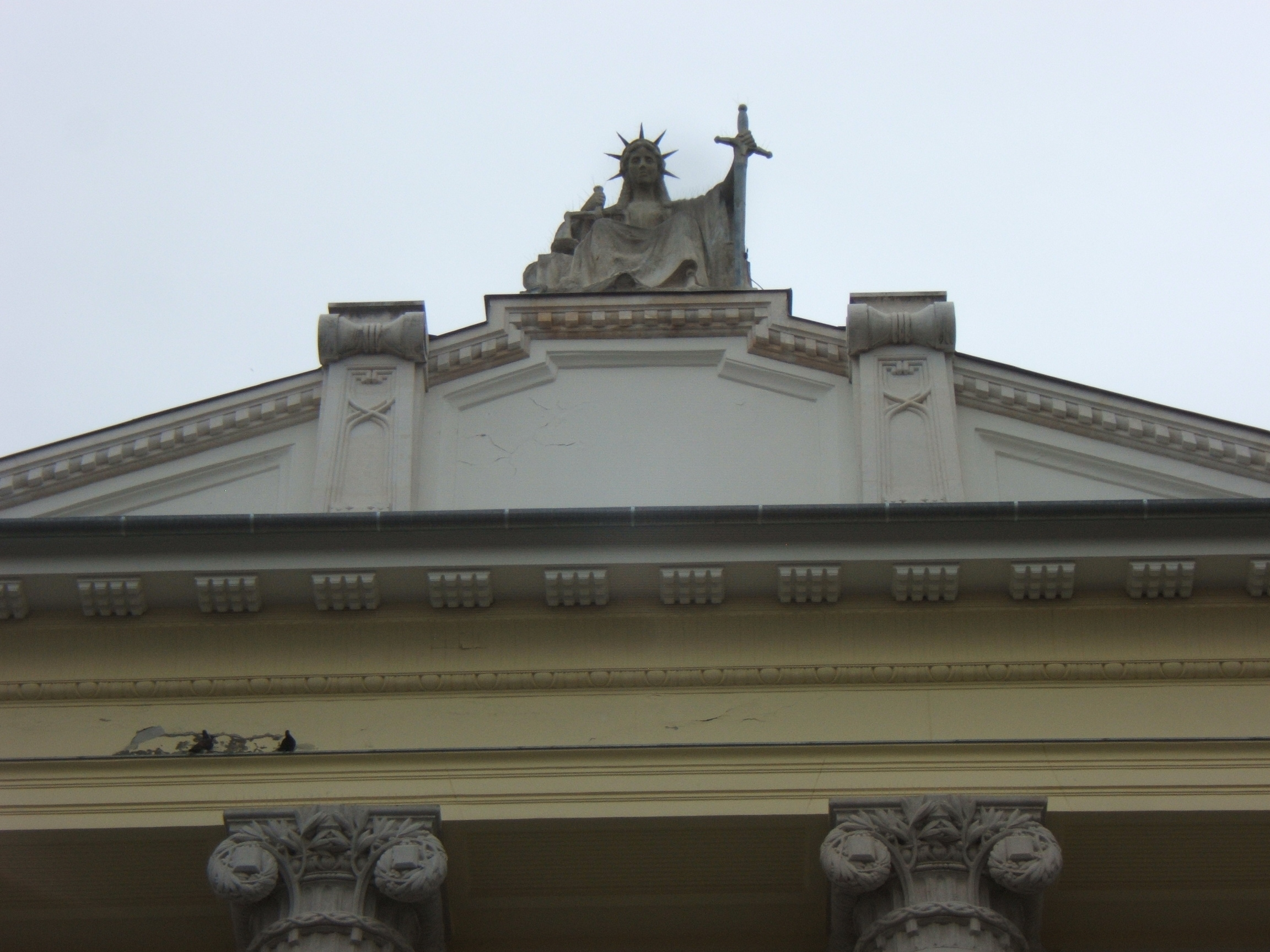
A Iustitia-szobor
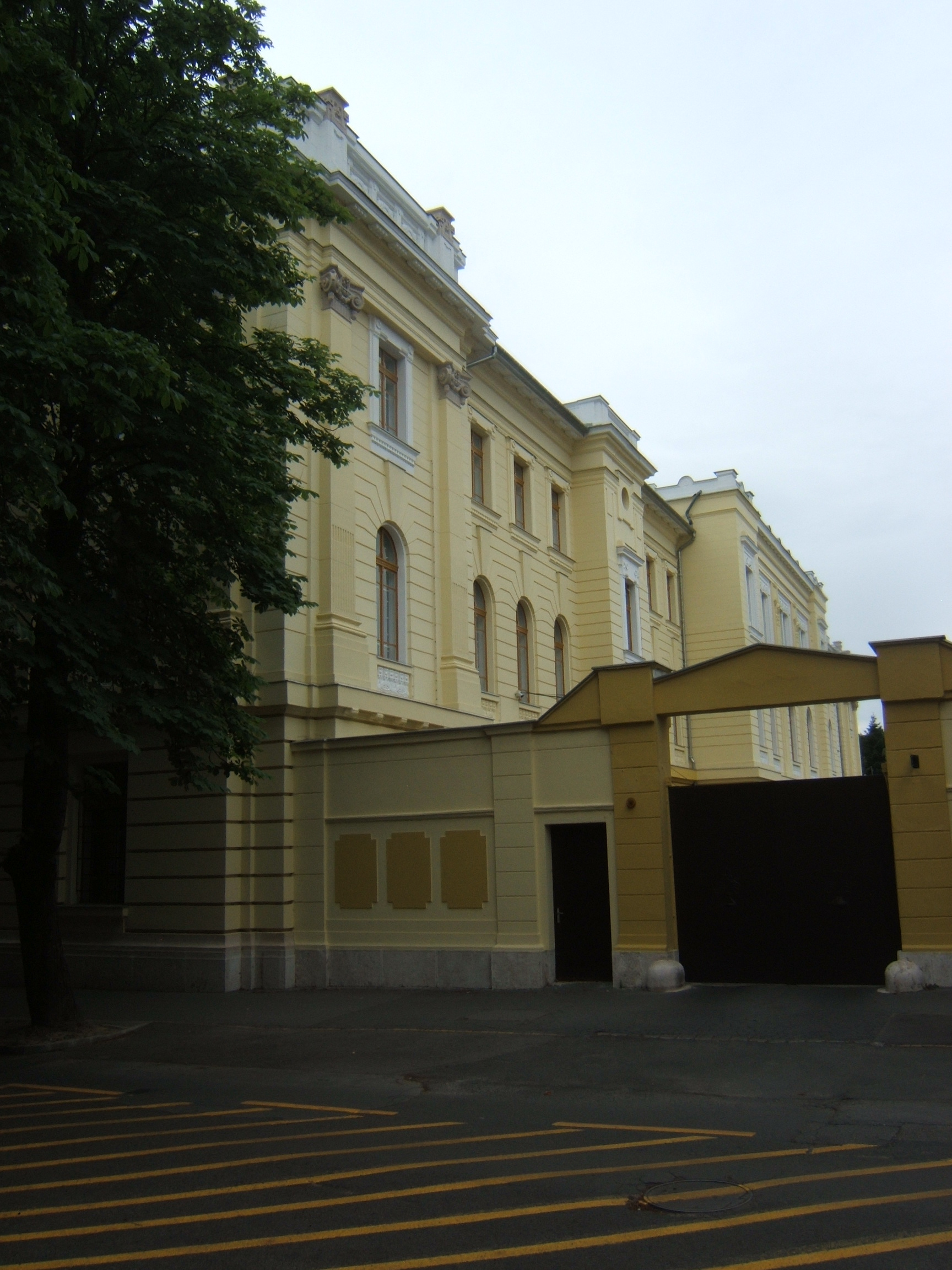
Az északi oldal